# On Record (album)
| Recensione              | Giudizio     |
| ----------------------- | ------------ |
| AllMusic                |              |
| Sputnikmusic            | 4.5 (Superb) |
| Dizionario del Pop-Rock |              |

On Record è il secondo album in studio del gruppo rock canadese April Wine, pubblicato nel 1972.
Già in quest'album il bassista e membro originale del gruppo, Jim Henman, è rimpiazzato da Jim Clench.
L'album è dedicato al cantante Rhythm and Blues di Montreal, Harrison Tabb, amico di David Henman, morto nel 1971 in un incidente stradale. 

## Tracce

### LP
Lato A
Testi e musiche di Myles Goodwyn eccetto dove indicato.
1. Farkus (Strumentale) – 1:43
2. You Could Have Been a Lady – 3:23 (Errol Brown, Tony Wilson)
3. Believe in Me – 3:46
4. Work All Day – 2:53
5. Drop Your Guns – 3:31 (David Henman)

Lato B
Testi e musiche di Myles Goodwyn eccetto dove indicato.
1. Bad Side of the Moon – 3:22 (Elton John, Bernie Taupin)
2. Refuge – 4:52 (David Henman)
3. Flow River Flow – 3:09
4. Carry On – 2:17
5. Didn't You – 4:10 (Jim Clench)

## Formazione

### Gruppo
- Myles Goodwyn – voce solista, chitarra
- David Henman – chitarra, cori
- Ritchie Henman – batteria
- Jim Clench – basso, voce solista (brano: Didn't You)

### Ospiti
- Keith Jollimore – flauto (brano: Bad Side of the Moon)
- Rick Morrison – sassofono (brano: Carry On)

Note aggiuntive
- Ralph Murphy – produttore
- Art Pohemas e Terry Brown – ingegneri delle registrazioni
- Ian Robertson – foto copertina album originale
- Peter Geary – foto interno copertina album originale
- Bhen Lanzaroni – arrangiamento strumenti a corda
- Terry Flood – management[4]

## Classifica
Album
| Anno | Classifica     | Posizione raggiunta |
| ---- | -------------- | ------------------- |
| 1972 | RPM 100 albums | 35                  |

Singoli
| Anno | Titolo del brano           | Classifica        | Posizione raggiunta |
| ---- | -------------------------- | ----------------- | ------------------- |
| 1972 | You Could Have Been a Lady | RPM 100 singles   | 2                   |
| 1972 | Bad Side of the Moon       | RPM 100 singles   | 16                  |
| 1972 | Drop Your Guns             | RPM 100 singles   | 34                  |
| 1972 | You Could Have Been a Lady | Billboard Hot 100 | 32                  |